# 墓

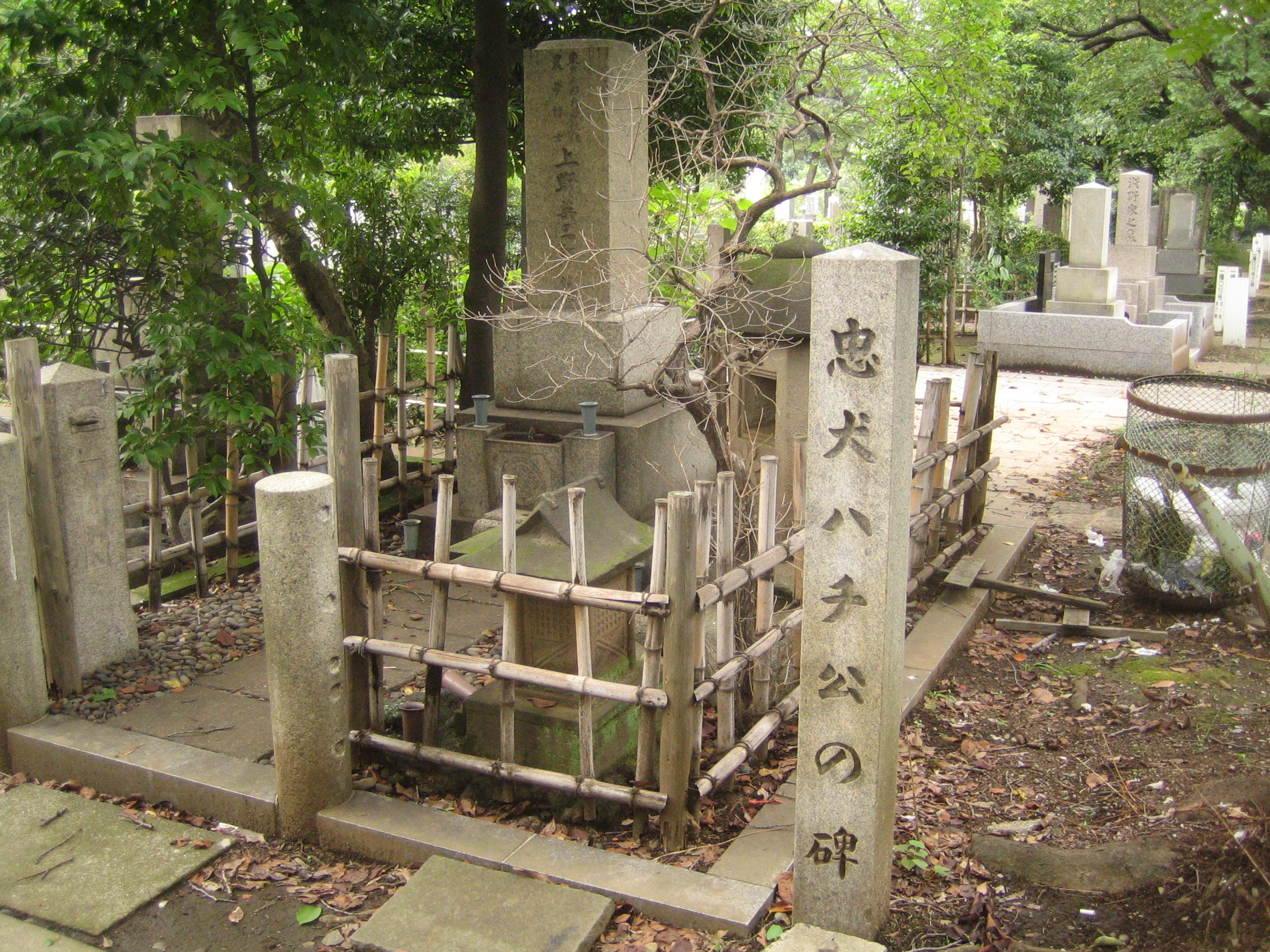
青山霊園内にある上野英三郎の墓とハチ公の碑

墓（はか、英: tombあるいはgrave）は、遺体や遺骨を葬ってある場所。「墳墓（ふんぼ）」「墳塋」（ふんえい）ともいう。

## 概説
墓は、遺体や遺骨を葬ってある「場所」のことを指す。一般に、そこに墓があることを示す「墓標」（ぼひょう）が地位を証明させる。墓標というのはやや抽象的な表現だが、具体的にはたとえば墓碑、墓石などのことである。墓標を置かないことで地位を表さない墓も存在する。
祖先を遡れば石器時代など、墓は、遺体を地面に埋めその上に土を「盛り上げ」（土が盛り上がることで目印となる）それを墓とすることもあった。これを塚といい土を盛り上げた墓を「墳墓」（ふんぼ）というようになった（それが転じて、やがて墓全般の意味で「墳墓」ともいうようになった。だがもともとの意味はあくまで土を盛り上げた形の墓である）。
古い墓としては、旧石器時代中期のムスティエ文化のものが知られている。

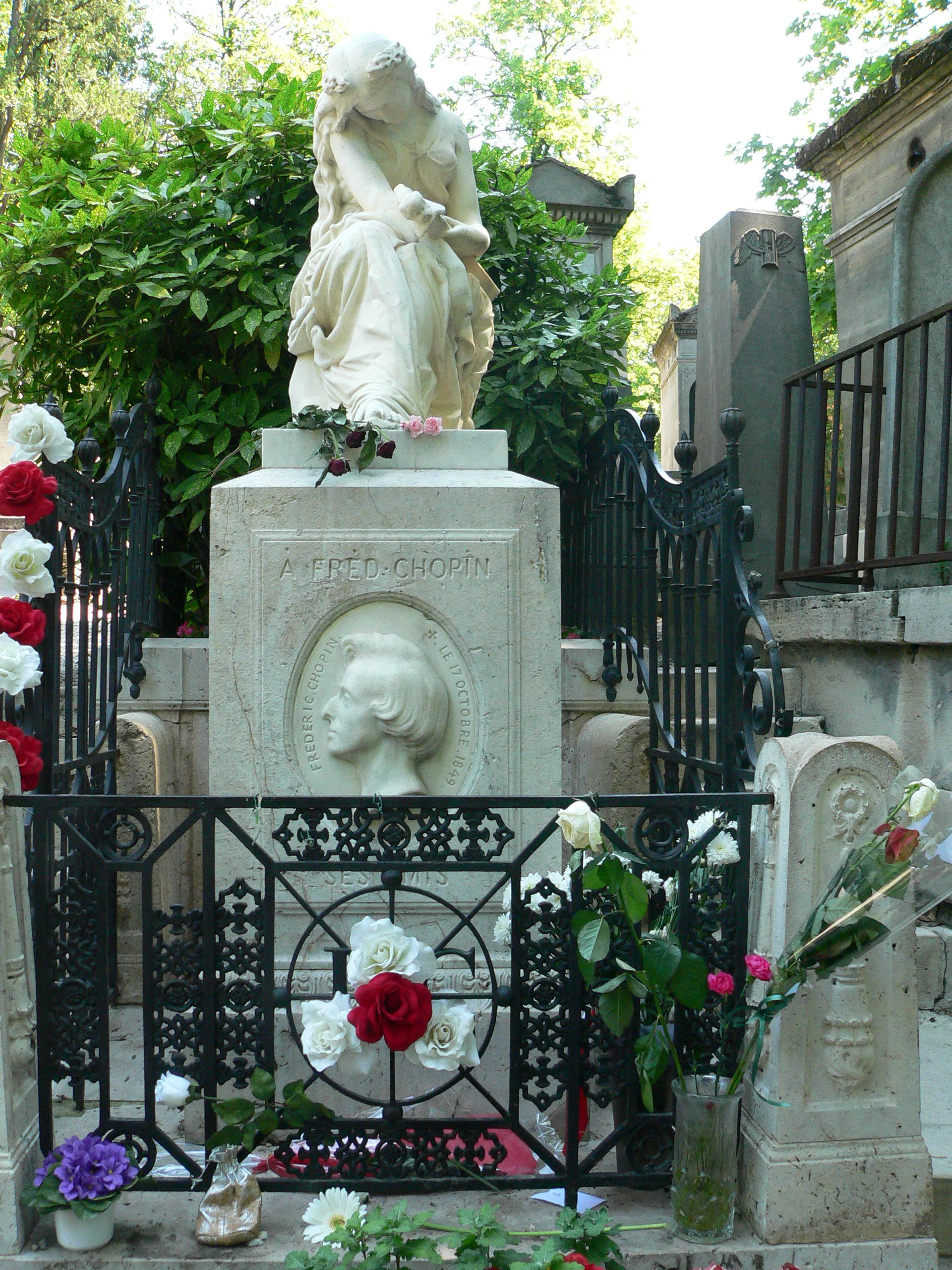
フレデリック・ショパンの墓
（フランス、パリのペール・ラシェーズ墓地）。ショパンを偲ぶ人々のたむける花が絶えない。

### 宗教ごとの墓
宗教ごとに死生観が異なり、墓の様式も異なる。
たとえばキリスト教徒は最後の審判の時に復活することを望み、もともとは遺体をそのまま埋める土葬を好み、遺体をそのまま埋める墓をつくることを好む。（近年は例外も多い）
イスラム教ではクルアーンにさまざまなことが定められており火葬は認められていない。したがって土葬の墓である。
仏教では一般に火葬し遺骨を墓に納める。仏教は（インドの宗教では一般的な）輪廻の考えを含んでおり、魂を遺体から解放することがあり、釈尊も火葬されたと伝わっているので、世界の仏教徒たちは基本的に火葬し墓に納める（あるいは火葬して、墓をつくらず散骨する）。

### 例外的な墓
かつて王などの権力者は大きな墓を築くことが多かった。それらは単に死者を祀る場ではなく、故人の為した業績を後世に伝えるモニュメントとしての性格も帯びる。王や皇帝の、丘のような形になっている墓は「陵墓」と呼ぶ。人類の大多数を占める、普通の人々、普通の庶民の墓とはかなり異なったものとなっている（なお何世紀もの年月を経て樹木が生い茂るなどして、そこが墓であったことが忘れ去られてしまうものも多い。考古学者の探索・研究の対象となる）。

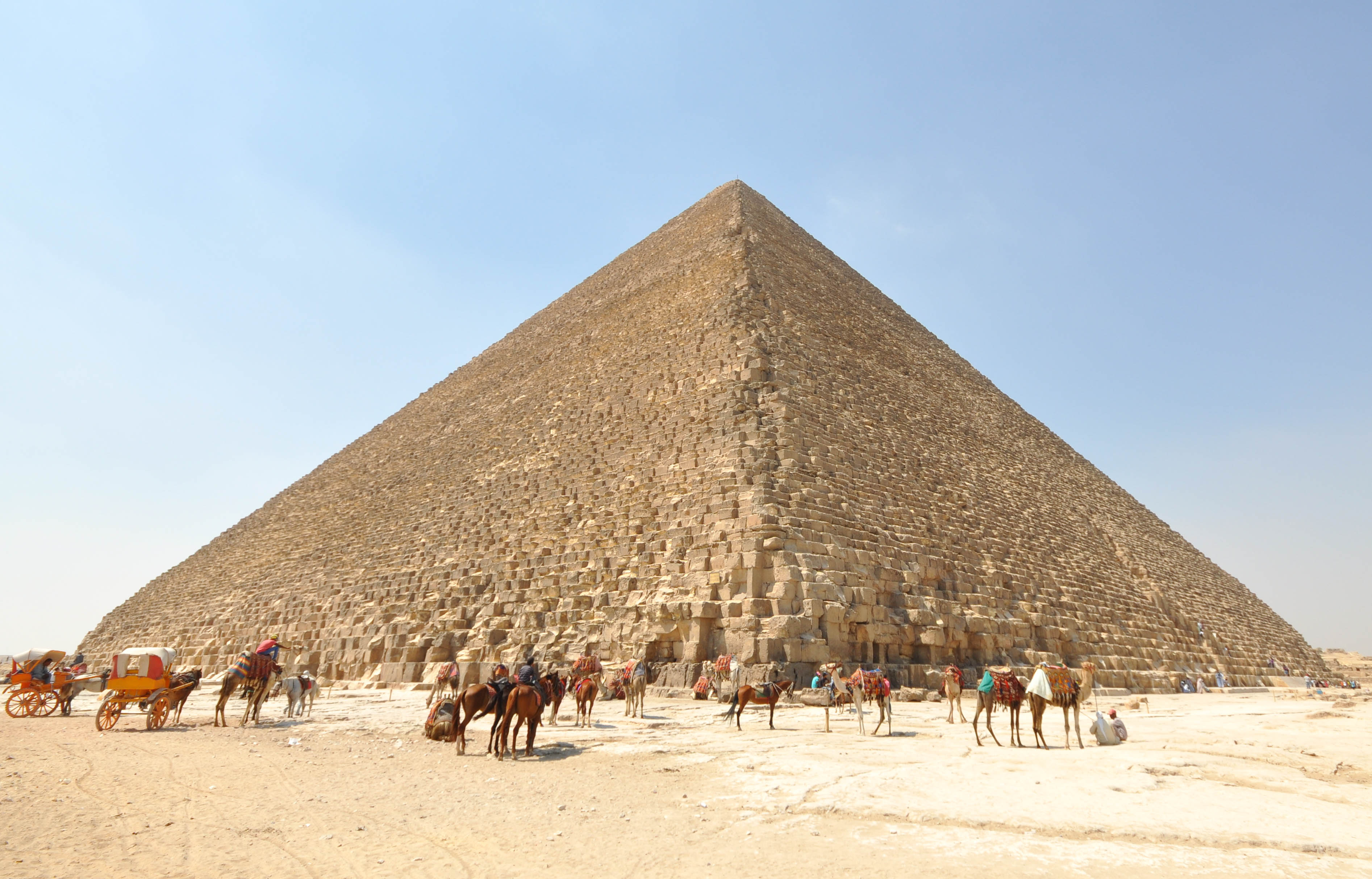
古代エジプトのファラオが建造させたギザの大ピラミッド。石棺がおさめられている。1979年に世界遺産『メンフィスとその墓地遺跡』の一部となった。
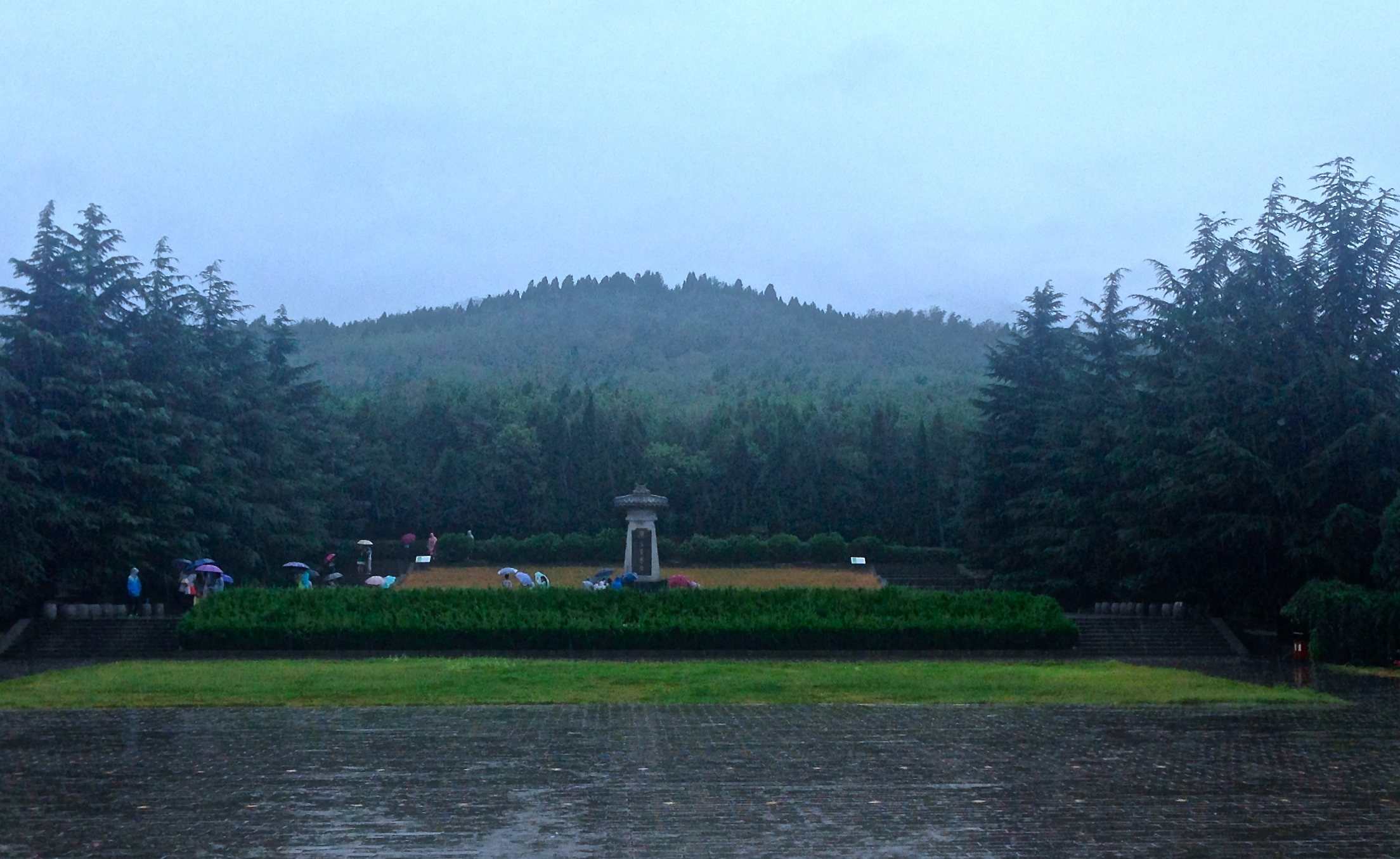
中国・秦の始皇帝の巨大陵墓および兵馬俑坑は、1987年に『秦始皇帝陵及び兵馬俑坑』として世界遺産になった。
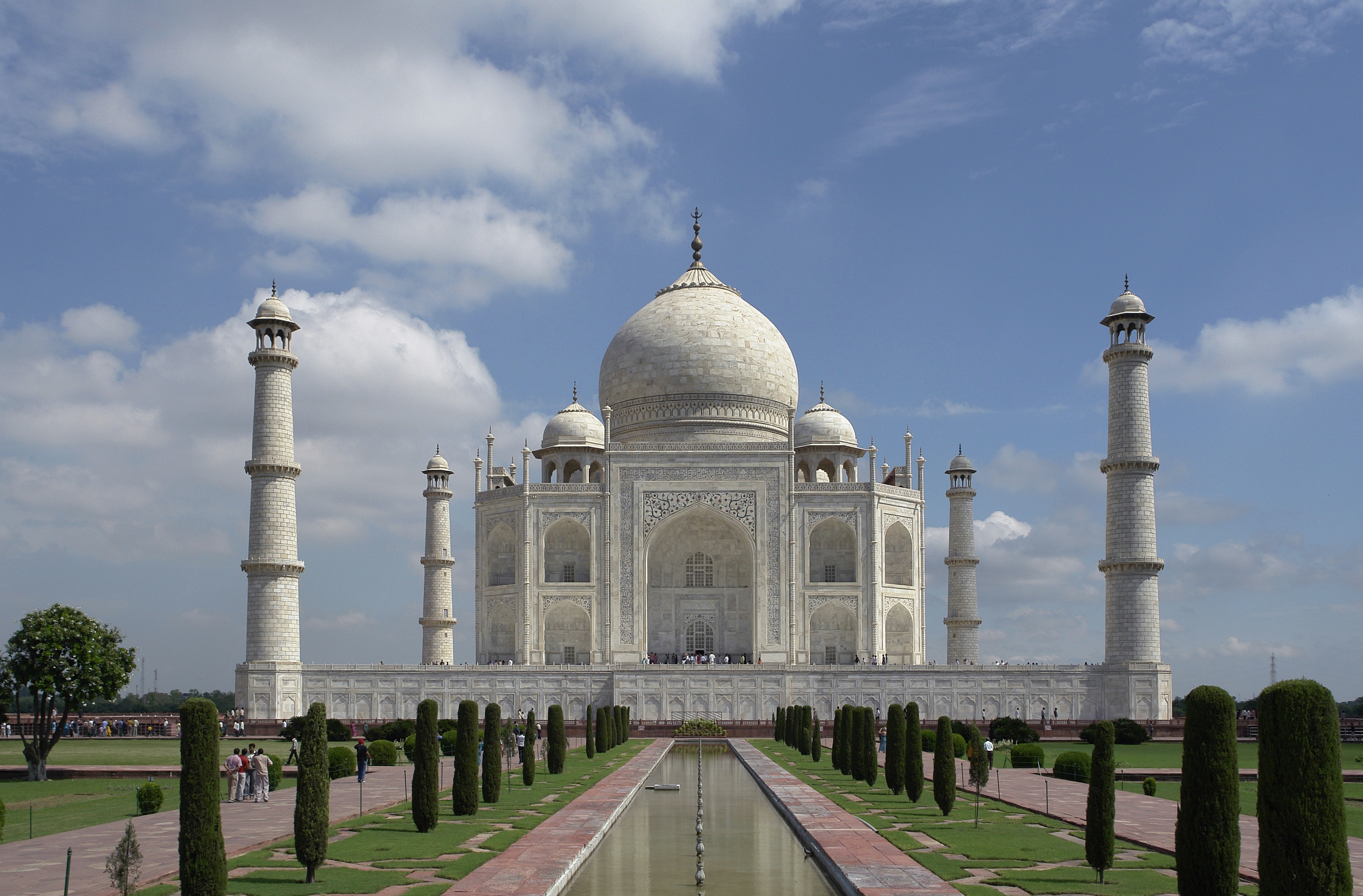
タージ・マハルはムガル帝国第5代スルタンシャー・ジャハーンが愛妻ムムターズ・マハルの死を悼み造営した巨大な大理石の墓廟である。 1983年に「タージ・マハル」として世界遺産に登録された。
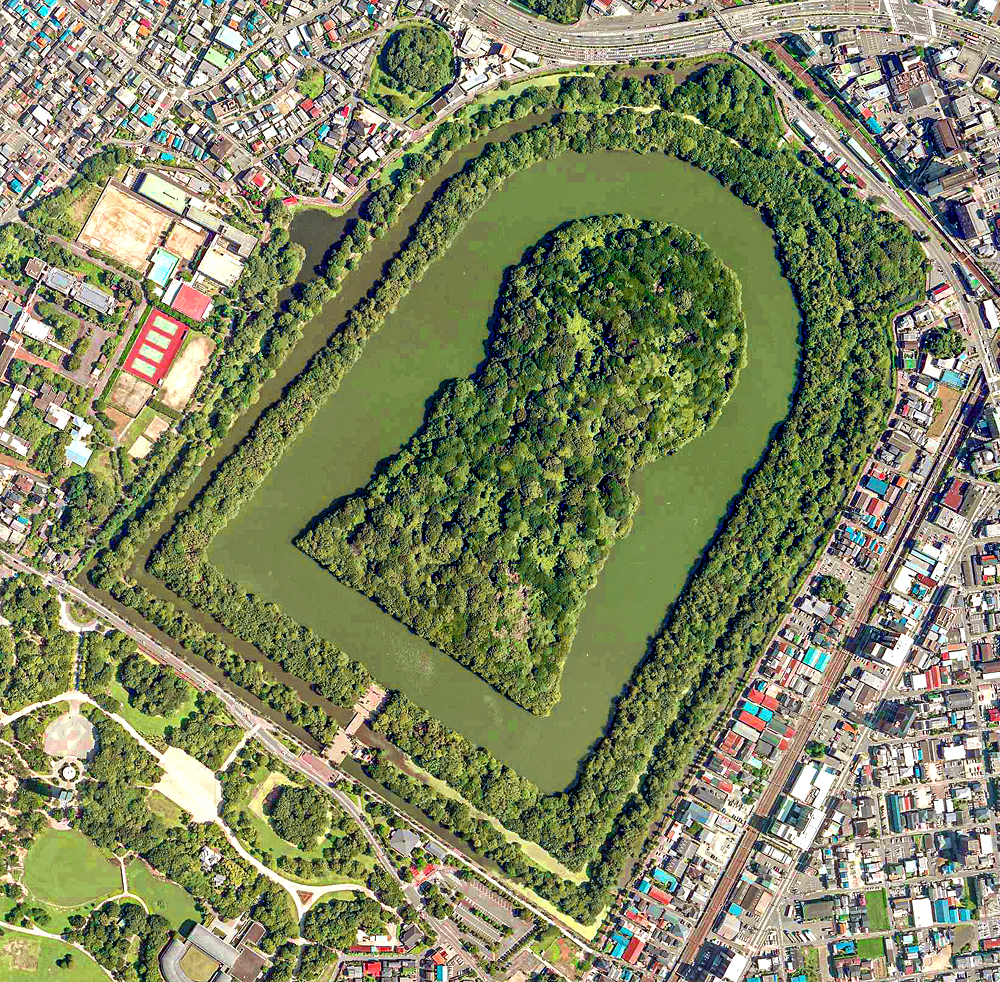
大仙陵古墳（仁徳天皇陵）は日本最大の古墳であり、世界でも有数の巨大な墳墓である。2019年には世界遺産「百舌鳥・古市古墳群」の構成資産の一つに登録された。
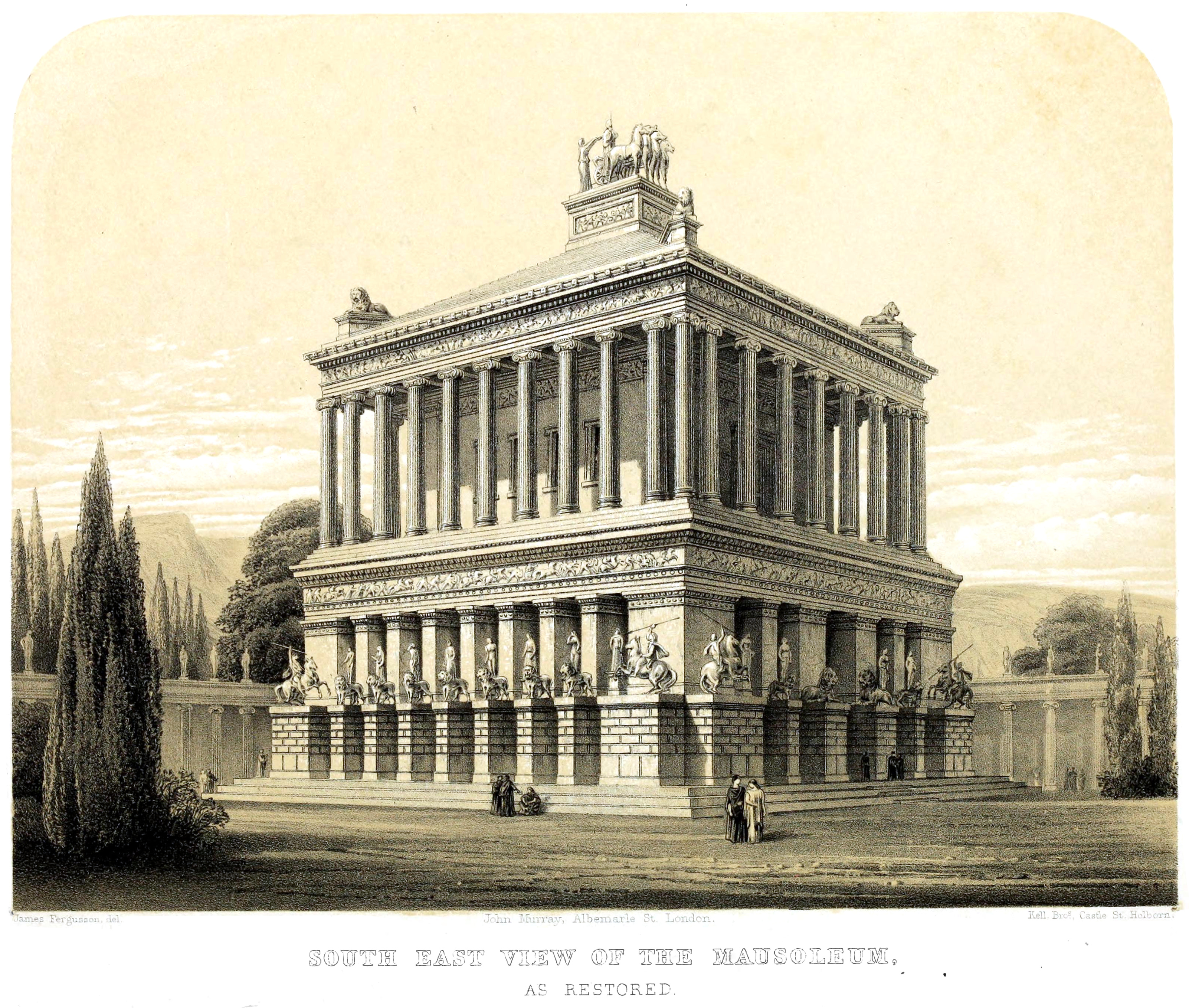
マウソロス霊廟はアナトリア西岸の地域カリアの支配者であったマウソロスとその妻を葬った4世紀頃の廟である。現存しないが、広く欧州に作られたマウソレウムの起源であり、世界の七不思議に数えられる。

一方、2000年代に入りインターネットの普及に伴い、日本・中国などでは、さまざまなサービスが登場し、遺骨を共同墓所に納めると、ブラウザの画面で墓の映像が見れ、それで「墓参」をできるものや、実物写真でなく架空の写真が表示され「墓参」できるものなどが登場した。記帳ができるものもある。専門業者、寺院などにより運営されている。現代の一般人の墓はこのように、一部で物理的実体をできる限り省くような方向で変化しはじめている。

### 墓をつくらない例
墓を設けるのは人類共通の習慣ではなく、墓をつくらない民族・文化もある。インドのヒンドゥー教徒たちは、遺体を火葬した後に遺灰・遺骨をガンジス川に流して、墓を設けない。また墓を建てても、子孫らがそれに継続的に参拝するとは限らない。

### 墓と墓でないものの線引き
遺体や遺骨を納めていない場所は通常、墓とは区別し別物として扱う。たとえば、死者の霊を慰めるために慰霊碑が造られたり、また中国においては、遺骨類を納めない、祖先の霊を祀るための廟が建設されたが、これらは通常「墓」には分類しない。そこに行く人の「気持ち」としては故人を偲んでいるので、ほぼ同様の気持ちではあるが、学術的にはあくまで別物として扱う。
また、位牌を集めて納めておく場所である位牌堂も、墓には分類しないし、仏壇も墓には分類しない（仏壇の引き出しなどに故人の遺髪などを保存しておくこともあるが、それでも墓には分類しない）。

## 各国の墓

### 日本

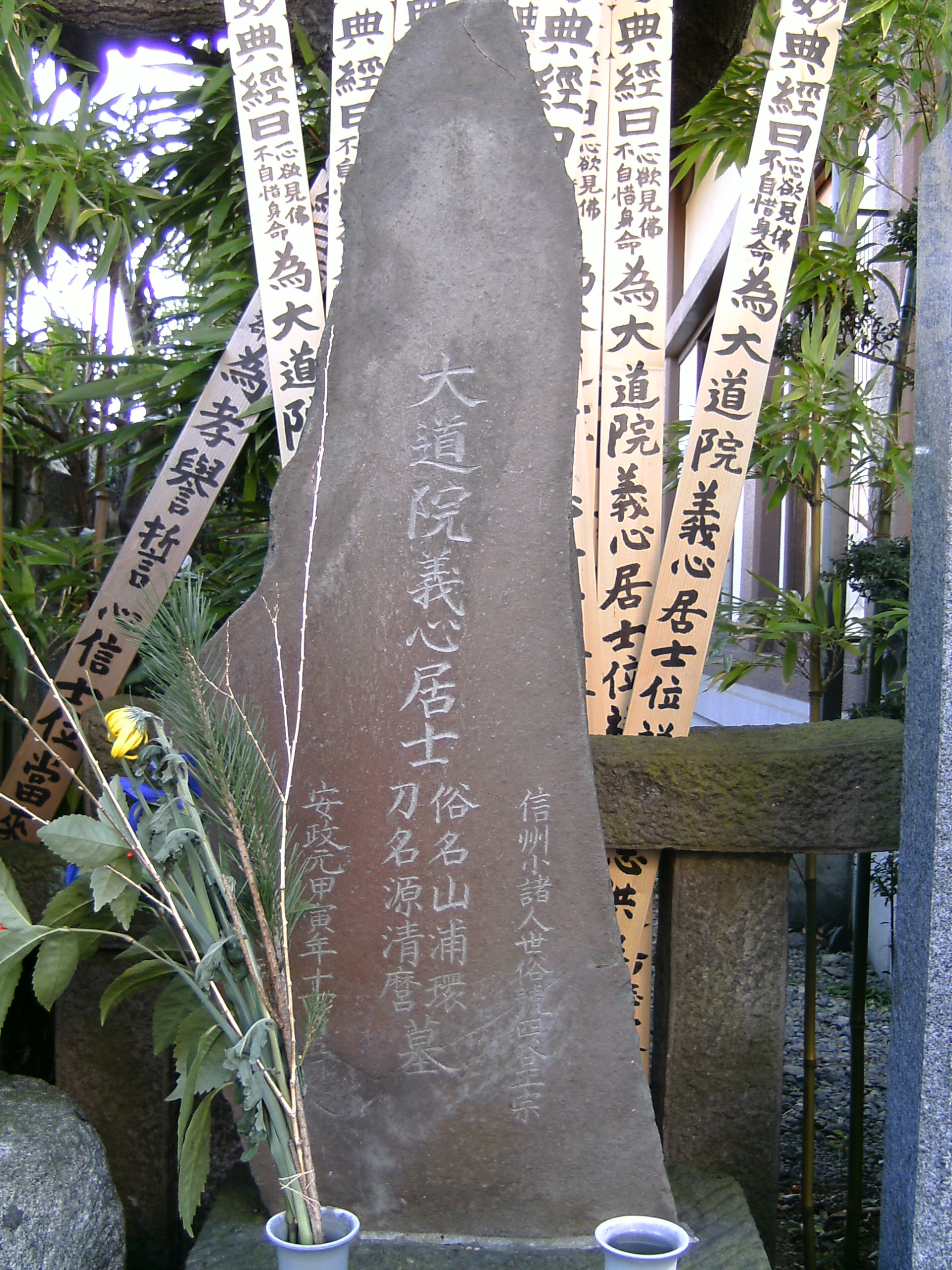
東京都新宿区・宗福寺にある源清麿の墓。戒名が大きく刻まれ、卒塔婆が立てられるなど、伝統的な日本の仏式の墓である。

上代の日本では墓を「奥都城」「奥津城」（おくつき）と呼んでおり、これにならって、神道墓をそう呼ぶ。
日本においては（神道信者によって、墓のかわりに）神社が創立されることもある（神社については「人神」を参照）。仏教信者の場合は（菩提を弔うため）仏教寺院が建立されることがある（たとえば後醍醐天皇の菩提を弔うため足利尊氏が天龍寺を建立した。ただし概説でも説明したが、これらは一般に「墓」には含めない。そこに行く人の気持ち（感情）は同じようなものでも、やはり別物として扱われる。学術的にも別物として扱われる）。
日本には「面積で世界最大の墓」とされる大仙陵古墳（仁徳天皇陵、大阪府堺市）がある。

#### 柳田民俗学の解釈とその問題、改善点
日本における墓制は、柳田國男の民俗学の研究が土台になってきた。柳田系民俗学は、人間の肉体から離れる霊魂の存在を重要視したため、遺体を埋める埋め墓（葬地）とは別に、人の住む所から近い所に参り墓を建て（祭地）、死者の霊魂はそこで祭祀するという「両墓制」が、日本ではかつては一般的だった、としている（葬地と石塔と隣接させるのが「単墓制」としている）。そのため、遺体を埋葬する墓所はあったが、墓参りなどの習慣はなく、従来の日本では全く墓は重視されなかったとしている。なお、「埋葬」とは、死体を土中に葬ることである（墓地、埋葬に関する法律第2条）。
しかし、このような墓制には批判が出てきている。岩田重則は、『「お墓」の誕生』（岩波新書）の中で、墓制を
1. 遺体の処理形態（遺体か遺骨か）
2. 処理方法（埋葬か非埋葬か）
3. 二次的装置（石塔の建立、非建立）

の3つの基準で分類している。（現在一般的な「お墓」は、「遺骨・非埋葬・石塔建立型」）。墓に石塔ができてきたのは仏教の影響と関係の強い近世の江戸時代あたりからであり、それ以前は遺体は燃やされずに埋葬され、石塔もなかった（「遺体・埋葬・非建立」型）。また、浄土真宗地域および日本海側では、伝統的に火葬が行われ、石塔は建立されなかった（遺骨・埋葬／非埋葬・非建立型）。このように、柳田のいう「単墓制」「両墓制」というのは特に「遺体・埋葬・建立型」に限った議論において、葬地と祭地が空間的に隔たっていることの分類に過ぎず、日本全国の多様な墓制の歴史的変遷に対応させるには無理があるとの批判である。

#### 沖縄の門中墓など

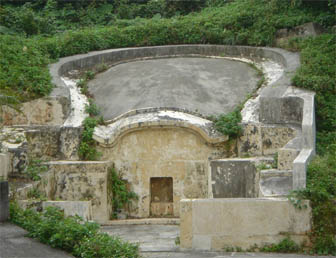
亀甲墓（沖縄県）

日本でも沖縄では、男系血縁集団の門中（ムンチュー）が入る大型の「門中墓」があり、形は亀甲墓（かめこうばか、きっこうばか）や破風墓（はふばか、家型の墓）など、中国南部風の、本州と異なる墓も見られ、墓参りも清明節に行なう。亀甲墓の形状について、「人は死んだら再び母親の胎内に戻っていくという趣旨で、その胎内をかたどったもの」という説明がよくされるが、俗説である。沖縄では埋葬がなく本土の墓制との議論は難しい。風葬も参照（現在でも沖縄県の一部では、墓はただの納骨所として、祭祀の対象としていないところも存在する）。宮古島、石垣島には、崖下墓があり、宮古島市島尻には3つの郭がある、石組み、グスクで囲った大きな墓（長墓）があり、多数の骨があるが、祭祀が行われたかは不明である。最近、科学のメスが入れられつつある。また、過去には沖縄と似た墓制であった奄美群島は、現在では本土の墓制に準拠しており、風葬などは行われていないが、奄美大島には沖縄本島から移植された「城間トフル墓群」と呼ばれる墓群がある。

#### 近代以降の墓

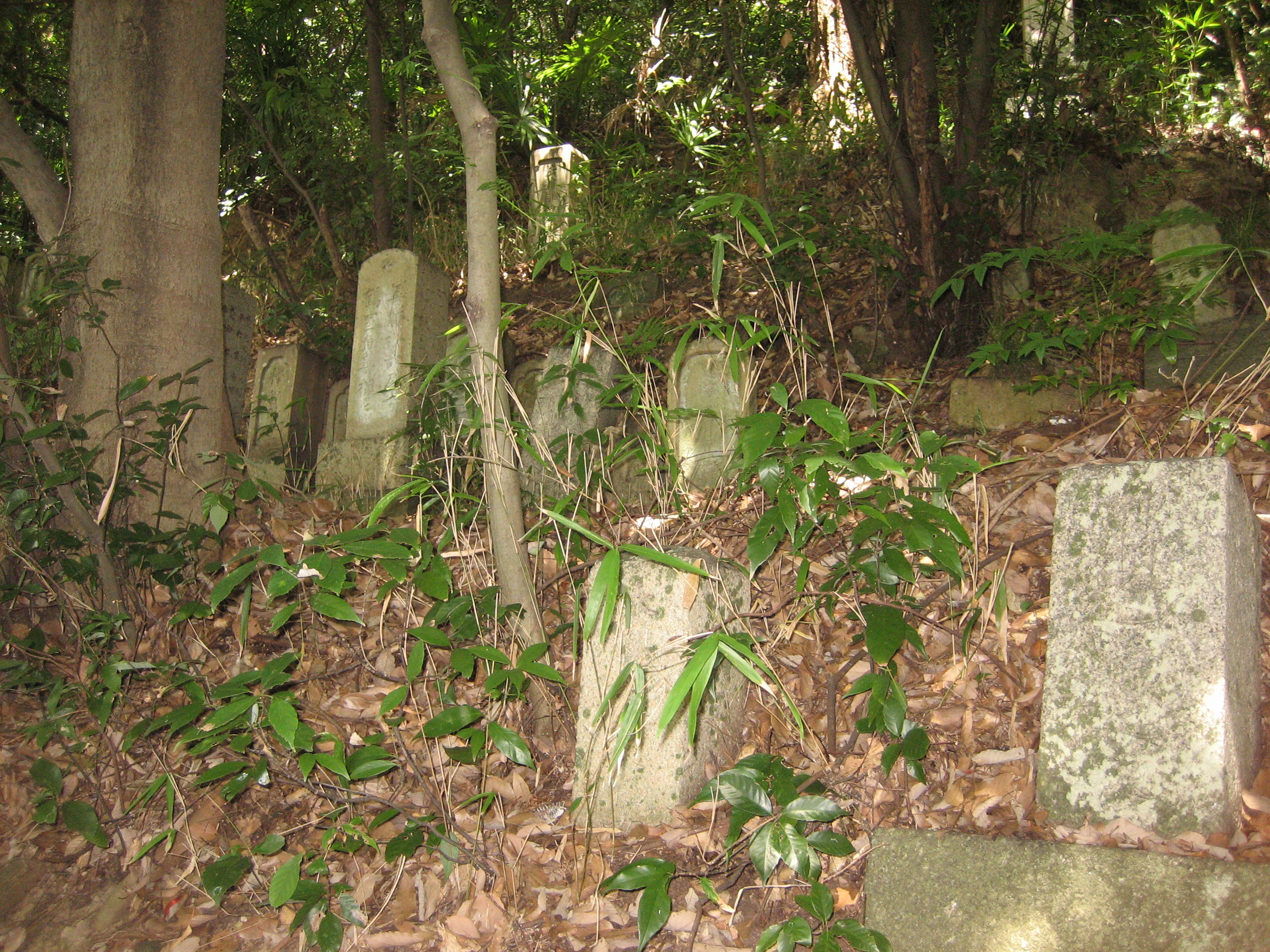
山の中に林立する墓石群（兵庫県姫路市・景福寺山）

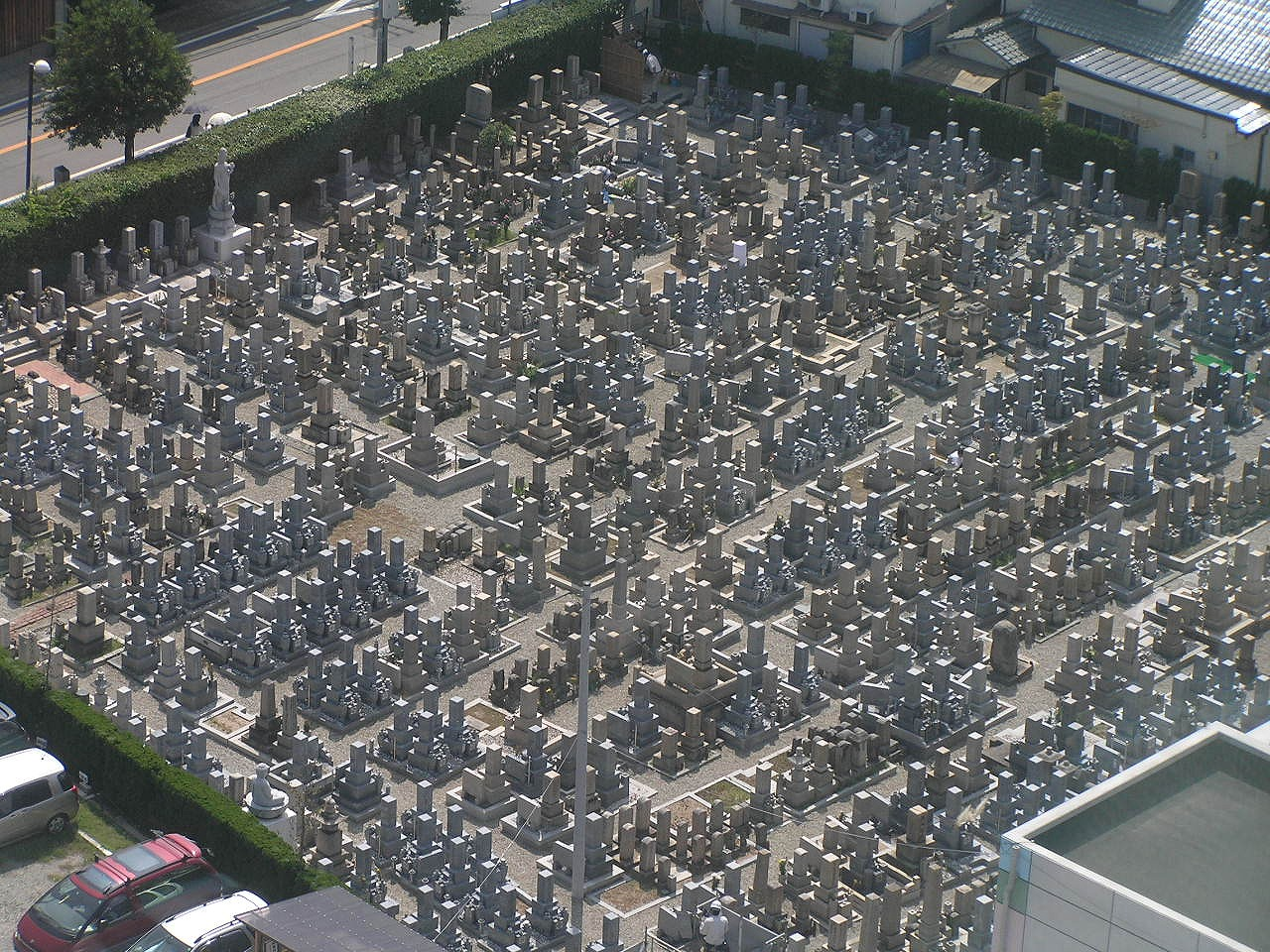
住宅街に囲まれた都市部の墓地（明石市）

第二次世界大戦前までは、自分の所有地の一角や、隣組などで墓を建てるケースも多かったが、戦後は、基本的に「○○霊園」などの名前が付いた、地方自治体による大規模な公園墓地以外は、寺院や教会が保有・管理しているものが多い。都市部では墓地用地の不足により、霊廟や納骨堂内のロッカーに骨壺を安置した形の、いわゆるマンション式が登場している。なお、地方自治体や寺院などの霊園や地域の共同墓地に墓を立てる場合は、使用権（永代使用権）に基づく使用料（永代使用料）や管理費などの費用が掛かることがほとんどである。金額については、その設置者により異なる。
人によっては生前に自らの墓を購入することがある。これを寿陵（寿陵墓）、逆修墓という。また、自らの与り知らぬところで付与される形式的な没後の名を厭い、自らの意思で受戒し、戒名を授かることもある。この場合、墓石に彫られた戒名は、朱字で記され、没後の戒名と区別される。
現在の日本では、火葬後に遺骨を墓に収納する方式が主であるが、土葬も法律上は妨げていない（一部地域の条例を除く）。

#### 現代の墓地における行政
現代の日本の業者は、『遺体または遺骨を収めて故人を弔う「構造物」』と主張している。墓は、墓石、納骨棺（カロート）、境界石、外柵などから構成される。
現代日本における墓地（ぼち）は、墳墓（ふんぼ）を設けるために、墓地として都道府県知事の許可を受けた区域をいう。なお、「墳墓」とは、死体を埋葬し、または焼骨を埋葬する施設である（墓地、埋葬等に関する法律第2条）。なお、墓地についてその他地方税法などで優遇されているものもある。

#### 墓地、埋葬等に関する法律
墓地は、公衆衛生上その他公共の福祉の見地から様々な行政上の規制を受ける。
- 墓地の経営には、都道府県知事の許可が必要である。（墓地、埋葬等に関する法律第10条）
- 墓地の経営者は管理者を置き、管理者の本籍、住所、氏名を墓地所在地の市町村長に届け出なければならない。（墓地、埋葬等に関する法律第12条）
- 墓地の管理者は、埋葬等を求められたときは、正当な理由がなければ拒否できない。（墓地、埋葬等に関する法律第13条）
- 都道府県知事は、必要があると認められるときは、墓地の管理者から必要な報告を求めることができる。（墓地、埋葬等に関する法律第18条）

などである。

#### その他の法令
相続税法（国税）
祭祀財産（墓所・仏壇・神棚など）については相続税について課税財産と扱わない（非課税）。純金の仏像など純然たる信仰の対象とは考えにくいものは課税財産となる。
地方税法
墓地に対する固定資産税は非課税である。
刑法
墓地に対する不敬行為等は刑法第188条、第189条により処罰される（礼拝所及び墳墓に関する罪を参照）。
民法
墳墓の所有権は、習慣に従って祖先の祭祀を主宰すべき者がこれを承継するものとして特例を設けている。
旧厚生省の通達
墓地経営主体を原則として地方自治体とし、例外に位置づけられる民営墓地も宗教法人または公益法人などのものに限定している。しかし実際には石材業者などが、名義だけ宗教法人から借りるなどして経営を担っているケースがかなりあり、厚生労働省は、場合によっては虚偽申請になるとしている。

#### 少子化による変化
少子高齢化により、墓を継ぐ子や孫がいなかったり、疎遠だったりする家庭が増えている。このため、終活の一環として、無縁仏にならないよう「墓じまい」する人もいる。それでも何らかの形で墓に入ることを望む人は、永代供養を依頼するほか、他人との合葬墓を選ぶ場合もある。

#### 墓参り
お盆やお彼岸や法事の回忌には、独りで、あるいは故人の配偶者、血族、姻族、友人知人などが墓参りをする。墓の周囲および墓を清掃し、花、しきみ、線香など、供え物をし、手を合わせるなどする。そのために寺院などでは、ておけ、ひしゃくなどを貸与しているところもある。

### 中国
中国
- 黄腸題湊（中国語版）は、春秋戦国時代から漢の時代まで行われた墳墓の形式。黄腸は皮を剥いだ木材の意。
- 黄腸石墓
- 木槨墓（中国語版） - 漢代か、それ以前に行われていた墳墓の形式[9]。
- 积沙墓（中国語版） - 砂によって盗掘を防ぐ形式の墳墓。ほかに积石墓（中国語版）、湿気を防止するため木炭を使った积炭墓（中国語版）という形式もある。

### 韓国
韓国では儒教思想と風水地理思想が支配的だった李氏朝鮮時代以降、土葬が主流であり、一人ずつ土を盛り、封墳をつくって埋葬し碑石を建てる慣習があった。しかし、土葬するための土地の不足などから、火葬を奨励する市民運動なども起こり、火葬をする人が徐々に増加した。火葬の増加に伴い、土饅頭を模した納骨堂や家族納骨堂など新しい形の葬礼施設が出現している。

## 墓の形態
墓には次のような形態がある。
- 合祀墓（代々墓）
墓碑を一基だけ建て、お骨を納める度に墓誌（霊標）か墓碑に戒名や法名を列記し、お骨を代々あわせて祀っていく形態の墓[11]。
- 個人墓
個人専用となっている形態の墓[11]。
- 比翼塚
夫婦二人で一基とする形態の墓[11]。
- 会社墓・団体墓
会社や団体に貢献した人々を合祀するため、それらの会社や団体がつくった墓[11]。

## 墓関連の文化
- 墓めぐり（掃苔） - 偉人などの墓を参詣したい、かつての文字を研究したい等を目的に墓へ訪れる文化。
- 盗掘（墓荒らし） - 埋葬品などと共に埋葬されることから、埋葬品を狙った盗掘が行われる。日本においては、礼拝所及び墳墓に関する罪の墳墓発掘罪（刑法189条）、礼拝所不敬罪（刑法188条第1項）に該当する[12]。

供え物
- Visitation stones（英語版） ‐ ユダヤ教の墓石の上に石を積む
- 花（献花）
- 死者のためのコイン（英語版）
- 墓場でのロウソク（英語版） ‐ 墓場にロウソクが置かれる例は、仏教、キリスト教、ユダヤ教（Yahrzeit candle（英語版））などがある。

墓が理解できるようになる作品
- 『お墓がない!』 - 自分が死後に入る墓がないことから、探す映画